# Équipe des Îles Salomon féminine de volley-ball
L'équipe des Îles Salomon de volley-ball féminin est composée des meilleures joueuses salomoniennes sélectionnées par la Fédération Salomonienne de volley-ball (Solomon Islands Volleyball Federation, SIVF). Elle n'est actuellement pas classée par la FIVB au 15 janvier 2010.